# Val Terbi
Val Terbi je obec ve švýcarském kantonu Jura. Žije zde přibližně 3 200 obyvatel. Obec vznikla k 1. lednu 2013 sloučením obcí Montsevelier, Vermes a Vicques.

## Historie a popis
Obec se nachází na východě okresu Delémont a vznikla sloučením doposud samostatných obcí Montsevelier, Vermes a Vicques.
Obecní správa sídlí ve Vicques.
Dne 1. ledna 2018 byla obec Corban také začleněna do obce Val Terbi. Od stejného data existuje partnerství s obcí Riehen.